# M6 (Groot-Brittannië)
De M6 is een autosnelweg (motorway) in het Verenigd Koninkrijk. Zij is niet alleen een van de drukste maar met zijn 364,8 km ook de langste motorway van het land. Hij loopt van de M1 bij afslag 19, ten noordoosten van Rugby tot afslag 45 aan de Schotse grens bij Gretna.
De motorway is een belangrijke verkeersader in Engeland, Hij verbindt Schotland en Noord-Engeland met het zuidoosten. Verder sluit het de steden, Birmingham, Liverpool en Manchester aan op de M1 die weer aansluit op de ringweg van Londen (M25).
Vanaf het begin van de snelweg, aan de M1 tot afslag 3a is de M6 onderdeel van de Europese weg E24, die daarna verdergaat op de M6 Toll. De E25 komt bij afslag J11a (M6 Toll) op de M6 en volgt deze tot het einde bij Gretna.
Groot-Brittannië:
M1 · M2 · M3 · M4 · M5 · M6 · M6 Toll · M8 · M9 · M10 · M11 · M18 · M20 · M23 · M25 · M26 · M27 · M32 · M40 · M42 · M45 · M48 · M49 · M50 · M53 · M54 · M55 · M56 · M57 · M58 · M60 · M61 · M62 · M65 · M66 · M67 · M69 · M73 · M74 · M77 · M80 · M90 · M180 · M181 · M271 · M275 · M602 · M606 · M621 · M876 · M898
A1(M) · A3(M) · A38(M) · A48(M) · A57(M) · A58(M) · A64(M) · A66(M) · A74(M) · A167(M) · A194(M) · A308(M) · A329(M) · A404(M) · A601(M) · A627(M) · A823(M)
Noord-Ierland:
M1 · M2 · M3 · M5 · M12 · M22 · A8(M)